# نيت ماك
نيت ماك هو شخصية أعمال بولندي، ولد في 1891 في Mielec ‏ في بولندا، وتوفي في 1965.